# Agafia Constantin
Agafia Constantin   (Mila 23, 19 d'abril de 1955) és una piragüista romanesa, especialista en aigües tranquil·les, que va competir entre mitjans de la dècada de 1970 i mitjans de la de 1980.
Durant la seva carrera esportiva va prendre part en tres edicions dels Jocs Olímpics d'Estiu, el 1976, 1980 i 1984. En les tres edicions fou quarta en la prova del K-2, 500 metres del programa de piragüisme. El 1984, a Los Angeles, també guanyà la medalla d'or en la prova del K-4, 500 metres formant equip amb Nastasia Ionescu, Tecla Marinescu i Maria Ştefan.
En el seu palmarès també destaquen una medalla de plata i set de bronze al Campionat del Món de piragüisme en aigües tranquil·les entre 1974 i 1983. Un cop retirada exercí d'entrenadora, però el 2018 fou suspesa de per vida en veure's implicada en un cas de dopatge.